# Bolandistas

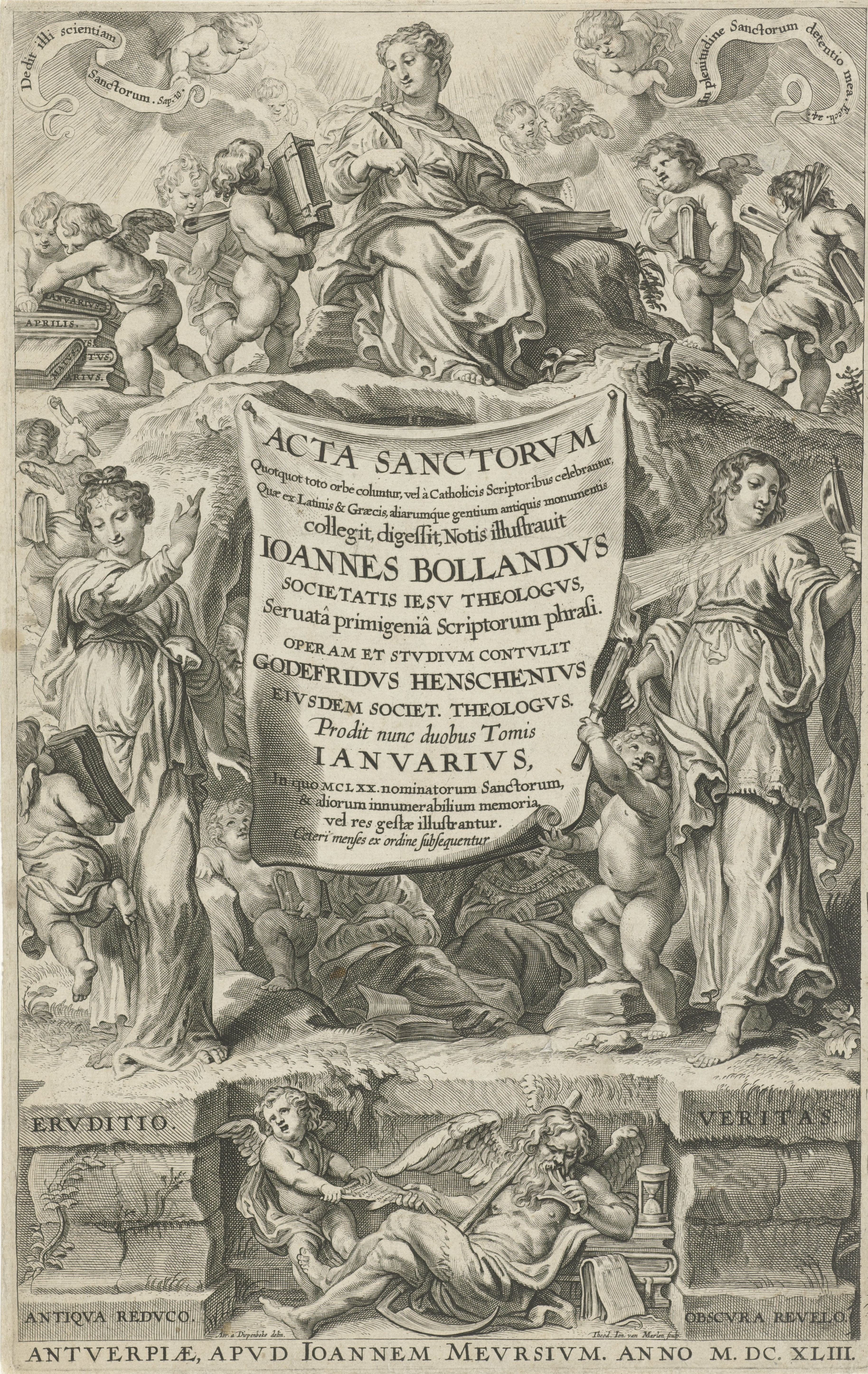
Acta Sanctorum (IANUARIUS 1643)

La Sociedad de Bolandistas (Societas Bollandistarum; Société des Bollandistes) es una asociación de eruditos, filólogos e historiadores (originalmente todos jesuitas, pero que hoy incluye no jesuitas) que desde comienzos del siglo xvii estudia la hagiografía y el culto de los santos en el cristianismo. Su publicación más importante ha sido el Acta Sanctorum («Las Actas de los Santos»). Reciben su nombre del jesuita flamenco Jean Bolland (1596–1665).

## Acta Sanctorum

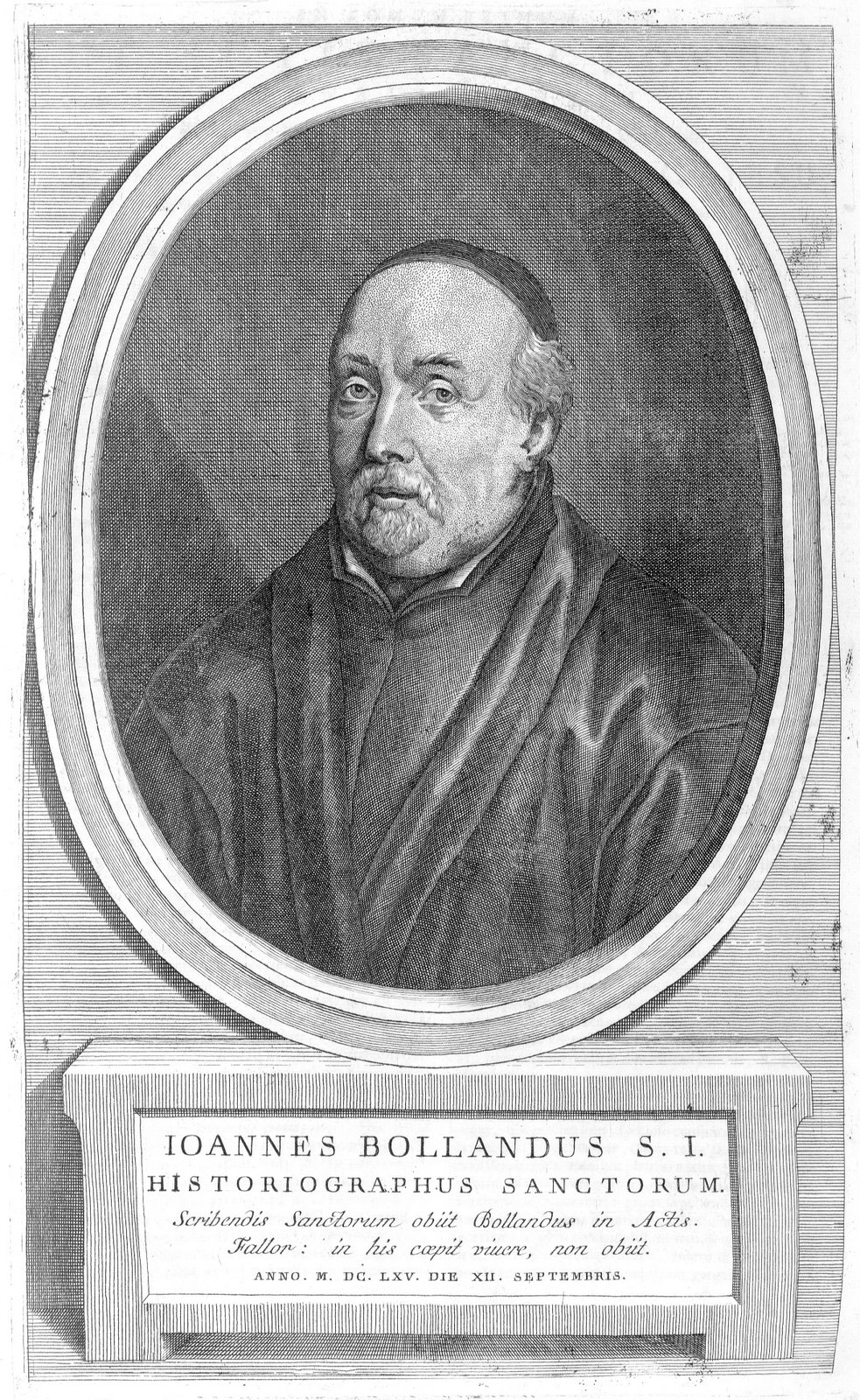
Jean Bollandus

La idea del Acta Sanctorum fue concebida primero por el jesuita neerlandés Heribert Rosweyde (1569–1629), profesor en el colegio jesuita de Douai. Rosweyde utilizaba su tiempo libre para recopilar información sobre las vidas de los santos. Su obra principal, las Vitae Patrum de 1615, se convirtió en la base del Acta Sanctorum. En 1607 publicó en Amberes los Fasti Sanctorum, introduciendo la idea de la metodología que emplearían los bolandistas: estudio detallado de las fuentes y manuscritos para determinar la veracidad de las narraciones. Rosweyde contrajo una enfermedad contagiosa mientras asistía a un moribundo y falleció el 5 de octubre de 1629, a los sesenta años.
El padre Jean Bollandus era prefecto de estudios en el colegio jesuita de Malinas. Tras la muerte de Rosweyde, se pidió a Bollandus que revisara sus papeles. Bollandus continuó después el trabajo desde Amberes. Al comenzar la magna colección Acta Sanctorum, al padre Bolland se le asignaron colaboradores: primero Godfrey Henschenius (1601–1681) y, en 1659, Daniel Papebrochius (1628–1714); a este grupo inicial se le llamó muy pronto «bolandistas». Los dos primeros volúmenes del Acta, obra de Bollandus y Henschenius, se publicaron en Amberes en 1643.
A diferencia de Rosweyde y Bollandus, Henschenius pudo dedicarse exclusivamente a la redacción del Acta. Solucionó numerosos problemas de cronología, geografía e interpretación filológica de las fuentes. Febrero, marzo y abril (esto es, las hagiografías de los santos cuyos días festivos caen en cada mes) ocuparon tres volúmenes cada uno; mayo abarcó ocho y junio siete volúmenes. Para cuando murió, habían aparecido 24 volúmenes; además, Henschenius dejó muchas notas y comentarios para los volúmenes siguientes. Por tanto, puede decirse que el Acta debe su forma definitiva a Henschenius.

### Controversia con los carmelitas
Con la publicación en 1675 del primer volumen de abril, los bolandistas se vieron envueltos en una larga controversia con los Carmelitas. Al tratar de san Alberto, patriarca de Jerusalén y autor de la regla carmelita, Papebrochius afirmó en su comentario preliminar que la tradición universalmente aceptada por los carmelitas sobre el origen de la orden en el profeta Elías, considerado su fundador, carecía de base suficiente. Pero, al entender que los ataques podían poner en peligro la obra del grupo, él y sus compañeros decidieron que había llegado el momento de romper el silencio. De 1681 a 1698 ambas partes publicaron una serie de cartas, folletos y otros documentos. Los carmelitas contaron con el apoyo de un tribunal español, mientras que los bolandistas tuvieron el respaldo de Jean de Launoy y la Sorbona. En noviembre de 1698, Inocencio XII ordenó poner fin a la controversia.
Para cuando falleció el padre Papebrochius en 1714, los seis primeros meses del año estaban prácticamente completados. El trabajo continuó en los años siguientes, dirigido por Conrad Janninck, entre otros.

## Método de trabajo
El grupo elaboró un meticuloso método de estudio según el cual todo trabajo pasaba por una revisión en equipo en tres etapas: una primera impresión del estudio del colaborador se sometía a consulta y crítica de todo el grupo; mediante votación se corregían y fijaban los textos en una segunda tirada impresa; y este segundo texto pasaba por una última revisión que recibía el respaldo definitivo en la tercera y última impresión.

## Supresión y traslado (siglo XVIII)
Cuando la Compañía de Jesús fue suprimida por Clemente XIV en 1773, los bolandistas habían producido 50 volúmenes en 130 años. También se habían trasladado de Amberes a Bruselas, donde continuaron su trabajo en el monasterio del Coudenberg hasta 1788, cuando la Sociedad de Bolandistas fue suprimida por el gobierno austríaco de los Países Bajos. Su biblioteca fue adquirida por los Premonstratenses de la Abadía de Tongerlo, que se esforzaron por continuar la labor. El quincuagésimo tercer volumen fue publicado por el abad de Tongerlo en 1794. Los 53 volúmenes de la primera serie cubrían los santos del 1 de enero al 14 de octubre. Cuatro antiguos bolandistas supervisaron el trabajo.

## Refundación
Tras el restablecimiento de la Compañía de Jesús en Bélgica, se formó una nueva Sociedad de Bolandistas en el segundo cuarto del siglo xix bajo el patrocinio del gobierno belga. El primer volumen de la nueva serie apareció en 1845. Entre 1863 y 1867 se publicó en París una colección de 61 volúmenes. A finales del siglo xix el trabajo se reorientó, acercándolo a los nuevos métodos filológicos. En 1882 se creó una revista trimestral de hagiografía crítica con el título Analecta Bollandiana, que sigue existiendo hoy y publica suplementos al Acta. Con la creación del Estado belga en 1837 se retomó la publicación de los volúmenes, primero en Bruselas y más tarde en Tongerlo. Hasta la fecha se han publicado 68 volúmenes y el trabajo aún no está concluido, abarcando a los santos cuya conmemoración se celebra del 1 de enero al 10 de noviembre.
Los estudios de los bolandistas llevaron a que los textos del Missale Romanum, la Liturgia Horarum y el Martyrologium se refirieran a María Magdalena. Estos estudios fueron citados positivamente en la elevación por parte del papa Francisco de la memoria de la santa al rango de fiesta litúrgica.
La Sociedad de Bolandistas es la única institución dedicada exclusivamente al estudio crítico de la hagiografía. «Hay muchas “fake news”» sobre los santos, dijo el bolandista Marc Lindeijer, S. J. «Podemos pasarnos la vida corrigiendo Wikipedia». Con todo, las leyendas de los santos proporcionan información importante a los historiadores y a los estudiosos de la lengua. Patrick J. Geary afirma que los relatos sirven como «una ventana al mundo de la gente de aquella época y lugar».

## Los bolandistas hoy
La Société des Bollandistes, bajo el alero de la Compañía de Jesús, tiene su sede en Etterbeek (Bruselas). Desde el año 2000 ya no está formada solo por jesuitas. Está dirigida por Mark Rotsaert, S. J., desde 2019.

## En la ficción
La Sociedad de Bolandistas desempeña un papel importante en La trilogía de Deptford de la novelista canadiense Robertson Davies. El protagonista de la serie, aunque no es católico, se interesa profundamente por los santos y sus vidas, y sus esfuerzos académicos son bien recibidos por los bolandistas.

## Bolandistas destacados
- Jean Bolland (1596–1665)
- Godfrey Henschen (1601–1681)
- Jean Gamans (1606–1684)
- Daniel Papebrochius (1628–1714)
- Peter van der Bosch (1686–1736)
- Charles De Smedt (1833–1911)
- Joseph Van den Gheyn (1854–1913)
- Hippolyte Delehaye (1859–1941)
- Paul Grosjean (1900–1964)